# Leptataspis longirostris
Leptataspis longirostris är en insektsart som beskrevs av Schmidt 1911. Leptataspis longirostris ingår i släktet Leptataspis och familjen spottstritar. Inga underarter finns listade i Catalogue of Life.